# Amik
Amik war das Maskottchen der Olympischen Sommerspiele 1976 in Montreal.

## Beschreibung
Die Figur war ein minimalistisch gestalteter, schwarzer Biber mit einer roten Schärpe um den Bauch. Auf der Schärpe, die symbolisch für das Band der olympischen Medaillen steht, war das Logo der Spiele abgebildet. Außer der roten gab es noch eine bunte, in den Farben des Organisationskomitees gestaltete Version der Schärpe.

## Entstehung
Der Entwurf des Maskottchens stammt von Guy St-Arnaud, Yvon Laroche und Pierre-Yves Pelletier, die Leitung des Designerteams hatte Georges Huel inne. Um einen Namen für die Figur zu ermitteln, wurde ein landesweiter Wettbewerb ausgerichtet.
Das Wort Amik stammt aus der Sprache der Algonkin-Indianer und bezeichnet den Biber. Das Motiv wurde ausgewählt, um die Freundlichkeit, Geduld und harte Arbeit zu symbolisieren, die halfen, Kanada aufzubauen und groß werden zu lassen.

## Sonstiges
Bei der kanadischen Bevölkerung fand Amik keinen großen Anklang, die Merchandising-Artikel des Maskottchens verkauften sich nur schlecht.